# モンフェッラート

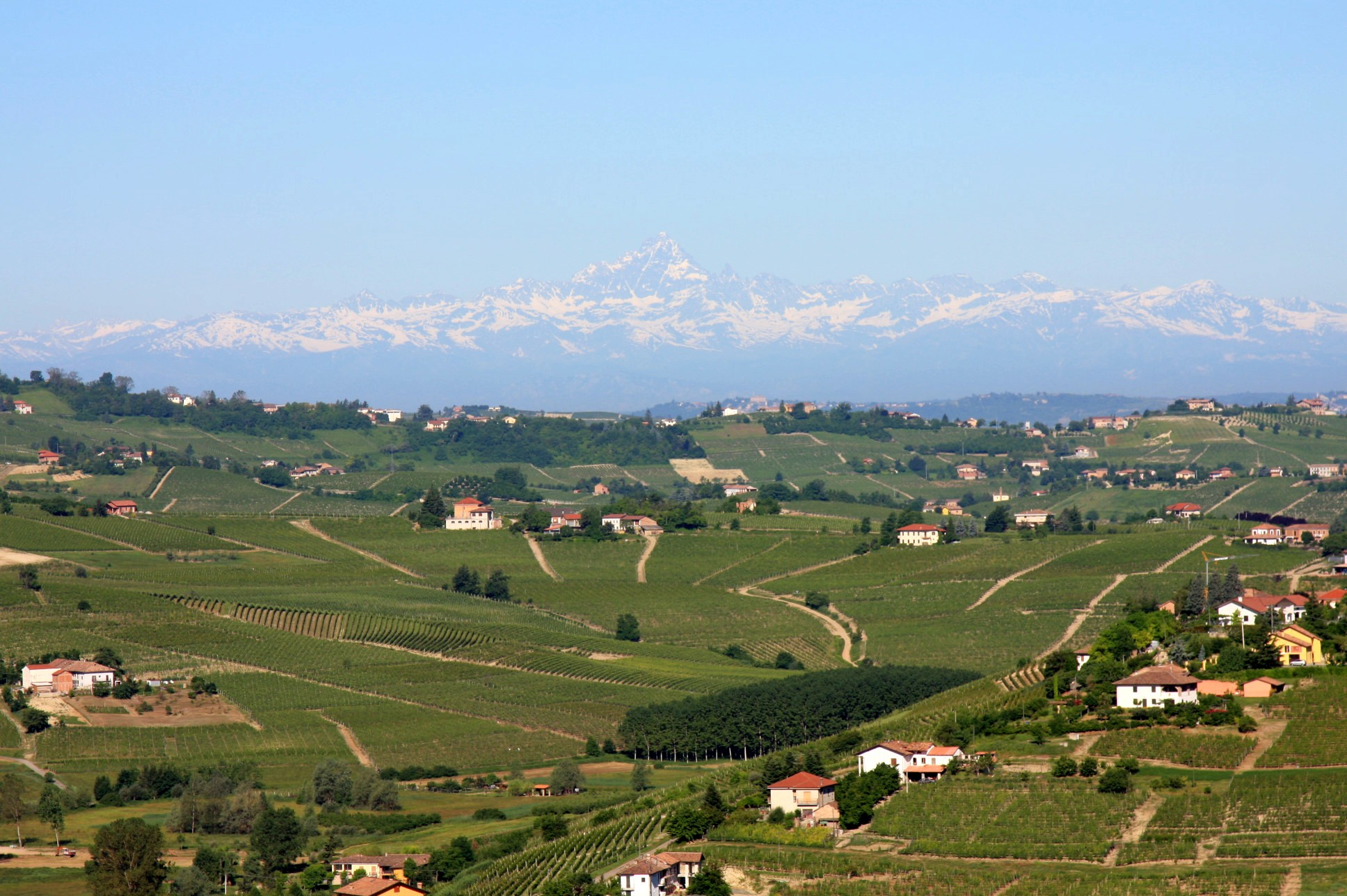
モンフェッラートの風景。サン・マルツァーノ・オリヴェートからモンテ・ヴィーゾを望む

モンフェッラート（イタリア語:Monferrato、ピエモンテ語:Monfrà、ラテン語:Mons ferratus）は、イタリア北部ピエモンテ州の歴史的及び地理的な地域の名称である。

## 地理
領域は現在のアスティ県とアレッサンドリア県にまたがっており、中心都市はアスティ。北部はバッソ・モンフェッラート(Basso Monferrato)、南部はアルト・モンフェッラート(Alto Monferrato)と呼ばれる。
モンフェッラート地方は丘陵地帯であり、ワイン造りが盛んである。

## 歴史
中世にはモンフェッラート侯国があったが、1708年にサヴォイア公国に占領され、1713年に併合された。